# Udàrnik (Lípetsk)
|  | Per a altres significats, vegeu «Udàrnik». |

Udàrnik (en rus: Ударник) és un poble (un possiólok) de l'óblast de Lípetsk, a Rússia, que el 2011 tenia 419 habitants. Pertany al districte rural d'Úsman.